# 積測度
数学において、ある2つの可測空間とその上の測度が与えられたとき、その空間に対する直積可測空間（ちょくせきかそくくうかん、英: product measurable space）と積測度（せきそくど、英: product measure）を導出することができる。概念としては、これは集合の直積や2つの位相空間の直積位相を定義することと似ている。しかし積測度に関しては多くの自然な選び方が存在する。
{\displaystyle (X_{1},\Sigma _{1})} と {\displaystyle (X_{2},\Sigma _{2})} を2つの可測空間とする。すなわち {\displaystyle \Sigma _{1}} と {\displaystyle \Sigma _{2}} はそれぞれ {\displaystyle X_{1}} と {\displaystyle X_{2}} の上のσ-代数である。また {\displaystyle \mu _{1}} と {\displaystyle \mu _{2}} をそれらの空間上の測度とする。{\displaystyle \Sigma _{1}\otimes \Sigma _{2}} によって、{\displaystyle B_{1}\times B_{2}} の形の部分集合によって生成されるデカルト積 {\displaystyle X_{1}\times X_{2}} 上のσ-代数を表す。ただし {\displaystyle B_{1}\in \Sigma _{1}} および {\displaystyle B_{2}\in \Sigma _{2}} である。このような {\displaystyle \Sigma _{1}\otimes \Sigma _{2}} はその直積空間上の「テンソル積σ-代数」（tensor-product σ-algebra）と呼ばれる。
積測度 {\displaystyle \mu _{1}\times \mu _{2}} は、可測空間 {\displaystyle (X_{1}\times X_{2},\Sigma _{1}\otimes \Sigma _{2})} 上の測度で、すべての {\displaystyle B_{1}\in \Sigma _{1},\ B_{2}\in \Sigma _{2}} に対して次の性質を満たすものとして定義される。
{\displaystyle (\mu _{1}\times \mu _{2})(B_{1}\times B_{2})=\mu _{1}(B_{1})\mu _{2}(B_{2}).}
無限大となることもあるような測度の掛け算において、その積がゼロであるとは任意の因子がゼロであることとして定義する。
実際、空間が {\displaystyle \sigma }-有限であるとき、積測度は一意的に定義され、すべての可測集合 E に対して
{\displaystyle (\mu _{1}\times \mu _{2})(E)=\int _{X_{2}}\mu _{1}(E^{y})\,d\mu _{2}(y)=\int _{X_{1}}\mu _{2}(E_{x})\,d\mu _{1}(x)}
が成立する。ただし Ex = {y∈X2|(x,y)∈E} および Ey = {x∈X1|(x,y)∈E} で、それらはいずれも可測集合である。
この測度の存在はコルモゴロフの拡張定理によって保証される。積測度の一意性は、(X1,Σ1,μ1) および (X2,Σ2,μ2) のいずれもが σ-有限であるときにのみ保証される。
ユークリッド空間 Rn 上のボレル測度は、実数直線 R 上のボレル測度の n 個のコピーの積として得られる。
直積空間の二つの因子がたとえ完備測度空間であっても、その直積空間自身が完備測度空間であるとは限らない。したがって、ボレル測度をルベーグ測度に拡張したり、二つのルベーグ測度の積を直積空間上のルベーグ測度を与える上で拡張するためには、完備化の手順が必要となる。
二つの測度の積の構成と反対の手順は、分解として知られている。これはある意味において、与えられた測度を測度の族に「分ける」作業である。そのようにして分けられた測度から、元の測度を得ることも可能である。

## 例
- 2つの測度空間が与えられたとき、それらの直積空間上の唯一つの極大積測度 μmax で次の性質を満たすものが存在する：ある可測集合 A に対して μmax(A) が有限であるなら、任意の積測度 μ に対して μmax(A) = μ(A) が成立する。特に、任意の可測集合に関するその測度の値は、他の任意の積測度の値を下回ることはない。これはホップの拡張定理によって作られる測度である。
- A, S を可測集合とするとき、μmin(S) =  μmax(A) で与えられる唯一つの極小積測度 μmin が存在する。
- ここで直積空間が複数の積測度を持つ例を考える。X はルベーグ測度を伴う単位区間、Y は数え上げ測度を伴う単位区間とし、すべての集合は可測であるとしたとき、直積空間 X×Y を考える。このとき、極小積測度に対しては、ある集合の測度はその水平部分の測度の和となるが、一方、極大積測度に対しては、A×Bの形式の可算集合の和集合に含まれていない限り、無限大となる。ここで、Aはルベーグの測定値0、またはBのいずれかが単一点である。（この場合、測度は有限または無限となるだろう。）特に、極小積測度に対してはその対角部分は測度 0 となるが、極大積測度に対しては無限大となる。